# 127 f.Kr.

## Händelser

### Efter plats

#### Partien
- Skyterna besegrar Partien i ett slag kring Medien.

## Födda
- Quintus Caecilius Metellus Pius (död 63 f.Kr.)

## Avlidna
- Nikomedes II, kung av Bithynien